# M113
M113 (англ. M113 armored personnel carrier) — американський гусеничний бронетранспортер, перша серійна військова машина з алюмінієвим корпусом. Тривалий час був основним бронетранспортером армії США, стоїть на озброєнні армій багатьох країн світу, включно з Україною, яка після початку широкомасштабного російського вторгнення отримала сотні цих машин.

## Історія створення

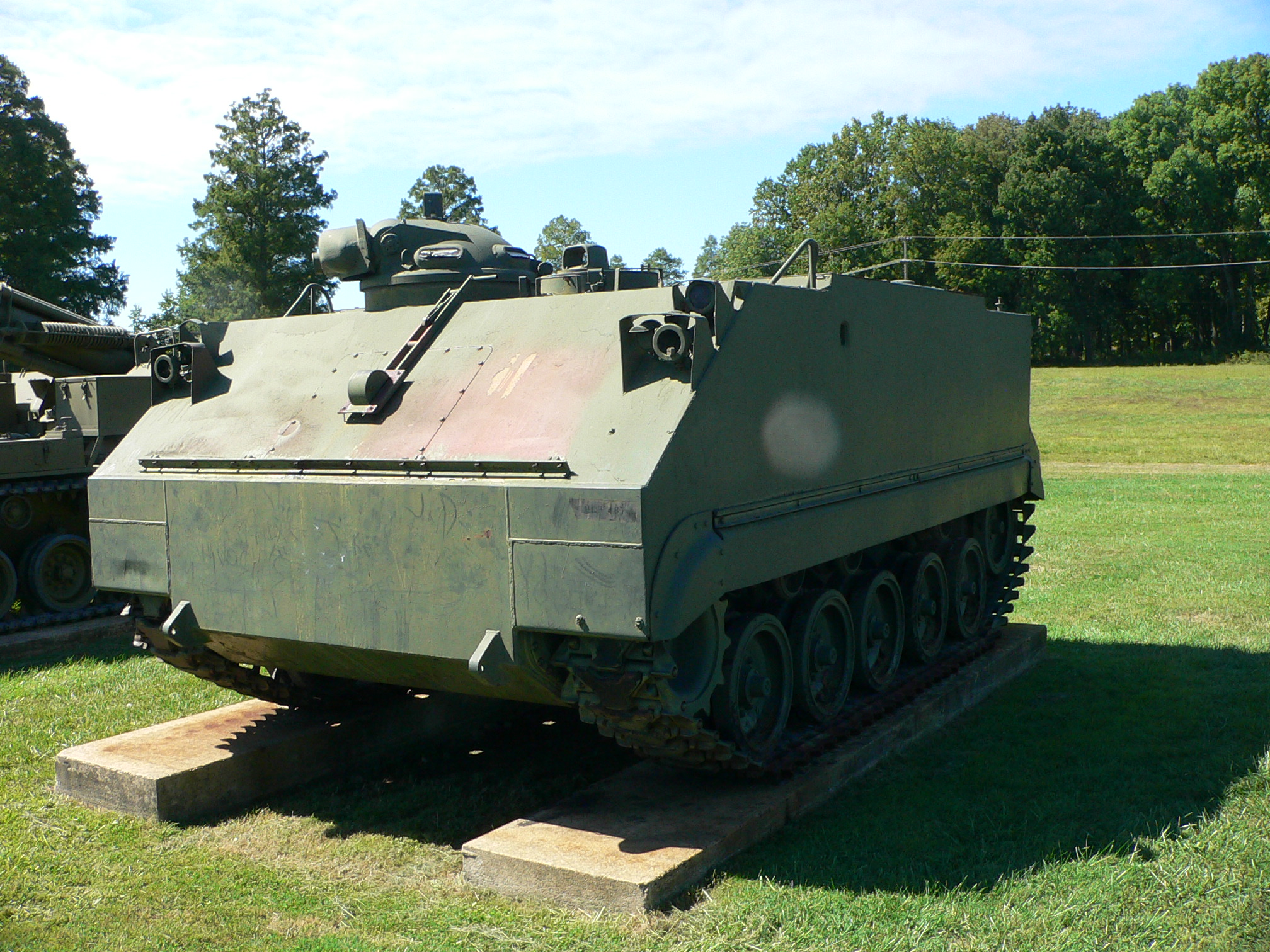
M59 — попередник M113

У роки другої світової війни стандартними бронетранспортерами військ США були напівгусеничні M2 та M3. Проте досвід бойових дій виявив принципові недоліки машин такого типу — недостатню прохідність на перетятій місцевості і недостатню захищеність, збільшенню якої заважав ріст ваги і зниження прохідності бронетранспортера. Вже восени 1944 року було розпочато розробку нової гусеничної машини, проте процес пошуку вдалої конструкції затягнувся більш ніж на десять років. Створений в 1945 році M44 виявився занадто великий для прийнятої на той час доктрини, яка передбачала використання бронетранспортерів, для вміщення одного відділення піхоти. Створений в 1946—1951 роках M75 виявився занадто дорогий і був випущений порівняно малою серією. Розроблений в 1951—1953 роках йому на заміну M59 коштував втричі дешевше, але армія визнала його занадто важким і малорухливим через використання дешевого, але недостатньо потужного комерційного автомобільного двигуна, а також мали малий запас ходу. Тому, хоча з 1952 по 1960 рік було вироблено, за відсутністю кращого, в цілому близько 8100 M75 і M59, вже в 1954 році були розпочаті роботи зі створення їхньої заміни.
У червні 1954 року Детройтським арсеналом було розпочато попереднє опрацювання серії легких бронемашин на універсальному шасі, які були б не тільки придатні до транспортування повітрям, а й могли б десантуватися парашутним способом. 30 вересня 1954 року армією було видане тактико-технічне завдання на розробку двох сімейств бронетранспортерів: більш важкого, масою 7248 кг, призначеного для перевезення відділення з 10 піхотинців, чия база могла б служити для створення різних спеціалізованих варіантів, і легкого, масою 3624 кг, призначеного для розвідки і що може служити базою для установки протитанкового озброєння . Обидва бронетранспортера повинні були плавати; тип рушія не обумовлюється, але роботи по колісному варіанту важкого бронетранспортера були припинені до 1955 року. Ескізні макети різних варіантів бронетранспортерів були представлені армії в червні 1955 року, на той час проєкт гусеничної версії важкого бронетранспортера був доопрацьований, щоб нести 12 осіб, крім водія. Протокол від 5 січня 1956 року затвердив розробку і уточнив тактико-технічні вимоги для трьох машин: більш важкого гусеничного бронетранспортера T113, легкого гусеничного бронетранспортера T114, майбутнього M114, а також T115, розробка якого не зайшла далі створення макета .

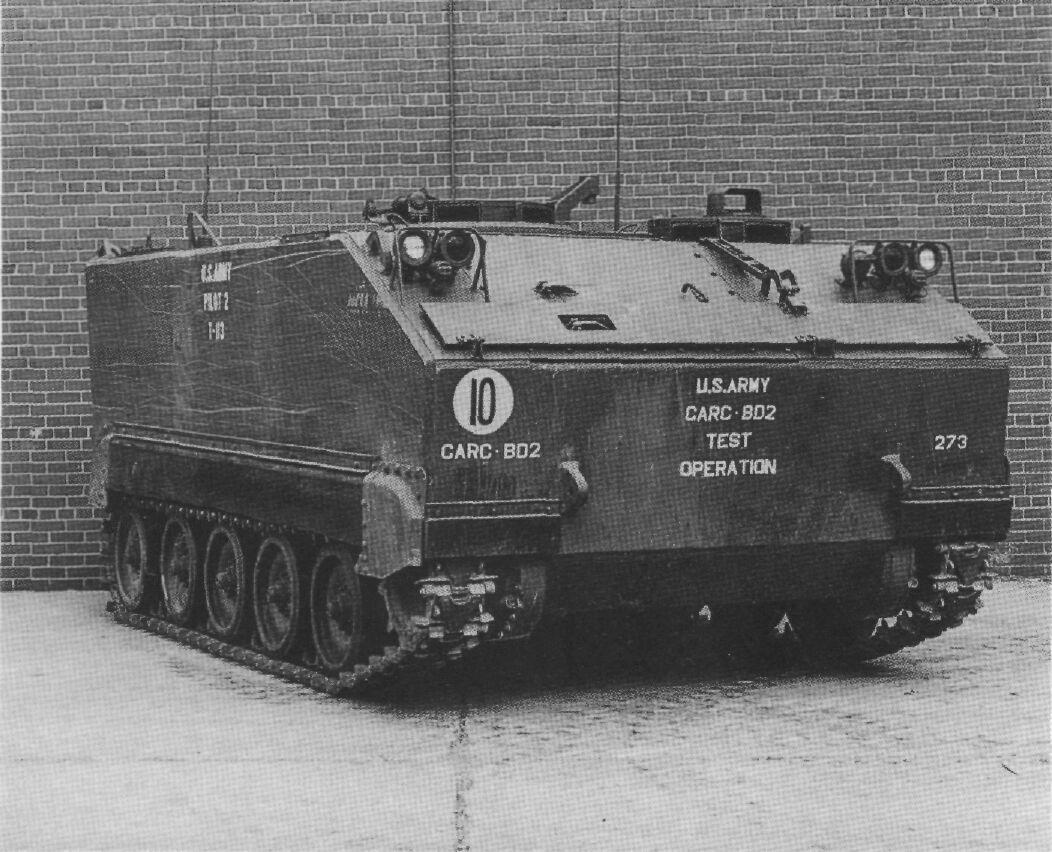
Прототип компанії FMC Corp. (зараз BAE Systems) T113 з алюмінієвим бронекорпусом, 1957 рік

Нововведенням в конструкції T113 повинна була стати броня з алюмінієвого сплаву. Її застосування було викликано ініціативою виробників алюмінію, попит на який після закінчення Корейської війни різко знизився, і в спробі знайти нові ринки збуту, виробники представили армії зразки броні на основі алюмінію. У травні 1956 року фірмі Food Machinery and Chemical Corporation (FMC) було видано замовлення на розробку T113 і будівництво прототипів. Для порівняльної оцінки всіх варіантів, з урахуванням попереднього досвіду, були замовлені відразу 16 прототипів: десять бронетранспортерів, два самохідних 81-мм міномети, три носія ПТКР і одне базове шасі. Вісім з цих прототипів повинні були мати алюмінієву броню і оснащуватися стандартними армійськими двигунами повітряного охолодження, тоді як інші вісім — сталеву броню і комерційні автомобільні двигуни рідинного охолодження. Виготовлений FMC макет T113 був представлений армійській комісії у жовтні 1956 року, а в 1957 році фірмою були зібрані перші прототипи бронетранспортера. В цілому було виготовлено, за різними даними, три або п'ять прототипів з алюмінієвої бронею і двигунами AOSI-314-2 з повітряним охолодженням, що зберегли позначення T113, і п'ять прототипів зі сталевою бронею і автомобільним двигуном Ford Model 368-UC, що отримали позначення T117, щоб уникнути плутанини. Крім цього, були виготовлені по одному сталевому і алюмінієвому броньовому корпусу для випробувань обстрілом .

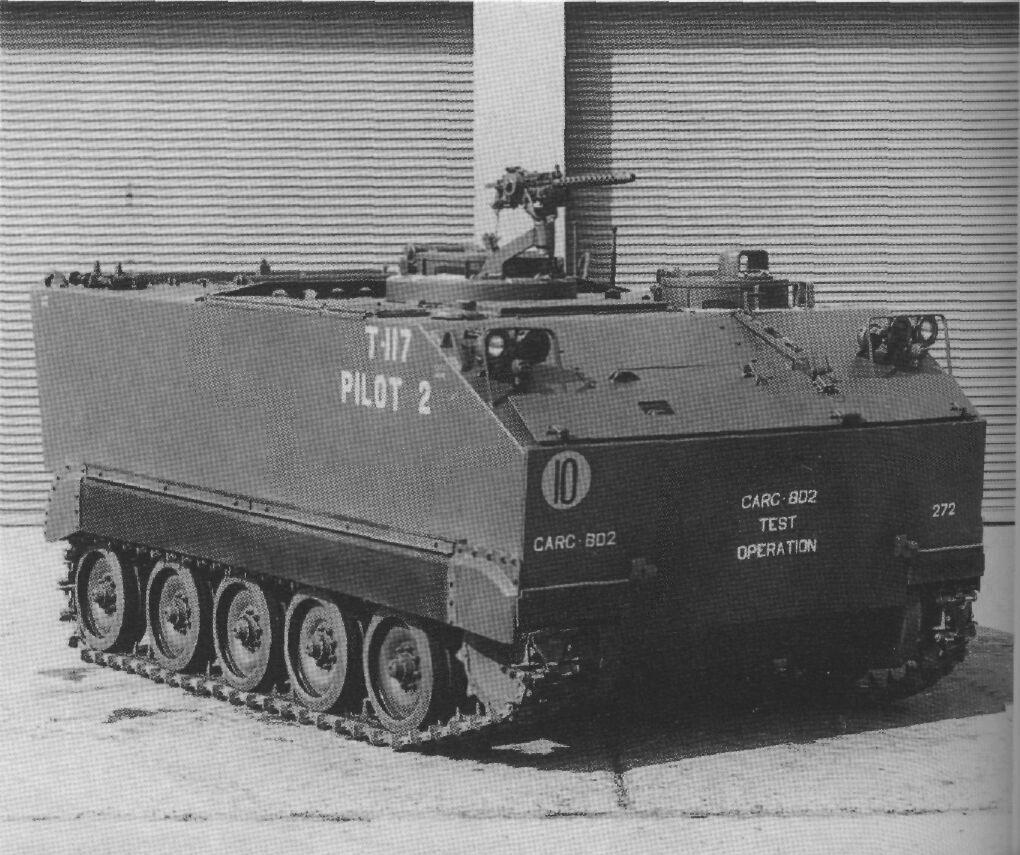
Прототип компанії FMC Corp. T117 зі сталевим бронекорпусом, 1957 рік

Порівняльні випробування T113 і T117, що почалися восени 1957 року, показали, що алюмінієва броня забезпечувала дещо кращий захист в порівнянні зі сталевою при дії бронебійних куль і осколків уламково-фугасних снарядів польової артилерії, а також була більш ефективна в забезпеченні жорсткості конструкції корпусу. Також корпус T113 виявився більш технологічним у виробництві в порівнянні зі сталевим. Крім цього, T113 був на 750 кг легше T117, що і визначило його підсумкову перемогу. Випробування також виявили проблеми з обома варіантами силової установки — двигун «Форд» виявив схильність до перегрівання, тоді як AOSI-314-2 не розвивав заявленої потужності. Ще однією проблемою стали ненадійні гусениці.
За підсумками випробувань, до кінця 1957 року вимоги військових до нового бронетранспортера були переглянуті. Крім усунення недоліків T113, додатковою вимогою стало максимально можливе здешевлення машини, для чого було вирішено зупинитися на комерційному автомобільному двигуні. Крім цього, військові вимагали посилення броні навіть ціною збільшення ваги бронетранспортера, що в підсумку знову вилилося в створення двох варіантів — «легкого», з більш слабким бронюванням, масою 7928 кг, призначеного для озброєння повітряно-десантних підрозділів і «важкого», масою 10 872 кг, рівень броньового захисту якого повинен був щонайменше не поступатися M59, і призначався для озброєння бронетанкових військ. FMC було замовлено виготовлення чотирьох прототипів кожного з варіантів, котрим протоколом від 9 жовтня 1958 року було присвоєно позначення, відповідно, T113E1 і T113E2. Крім них, було замовлено по броньовому корпусу кожного з варіантів, для випробувань обстрілом. Виготовлення прототипів було завершено до листопада того ж року . Від T113 їх відрізняли насамперед змінена конфігурація лобової частини корпусу і допрацьована підвіска, застосування двигуна Chrysler A710B і нової трансмісії Allison TX-200 від вантажних автомобілів, а також ширші гусениці і збільшений щиток для відбиття хвиль. Єдина ж відмінність T113E1 від T113E2 полягала у товщині бронювання. Порівняльні випробування прототипів тривали до січня 1959 року, після чого за їх результатами армійською комісією був зроблений висновок, що T113E2 може виконати обидві ролі, якщо його вага буде зменшена ще на 181 кг, що в ході подальшого доопрацювання було досягнуто зменшенням товщини корми і днища корпусу, а також днищ надгусеничних ніш. У такому вигляді T113E2 був протоколом від 2 квітня 1959 року прийнятий на озброєння під позначенням M113.

## Серійне виробництво
Для підготовки до виробництва, були виготовлені, за різними даними, два  або три досерійних зразка, після чого FMC було видано перше замовлення на поставку 900 M113. Виробництво нового бронетранспортера було розпочато на заводі FMC в Сан-Хосе в січні 1960 року , а перші серійні машини зійшли з конвеєра в червні того ж року. Серійне виробництво M113 першої модифікації, без яких-небудь значних змін в конструкції, тривало аж до 1968 року. Всього було випущено 14 813 машин цієї модифікації.

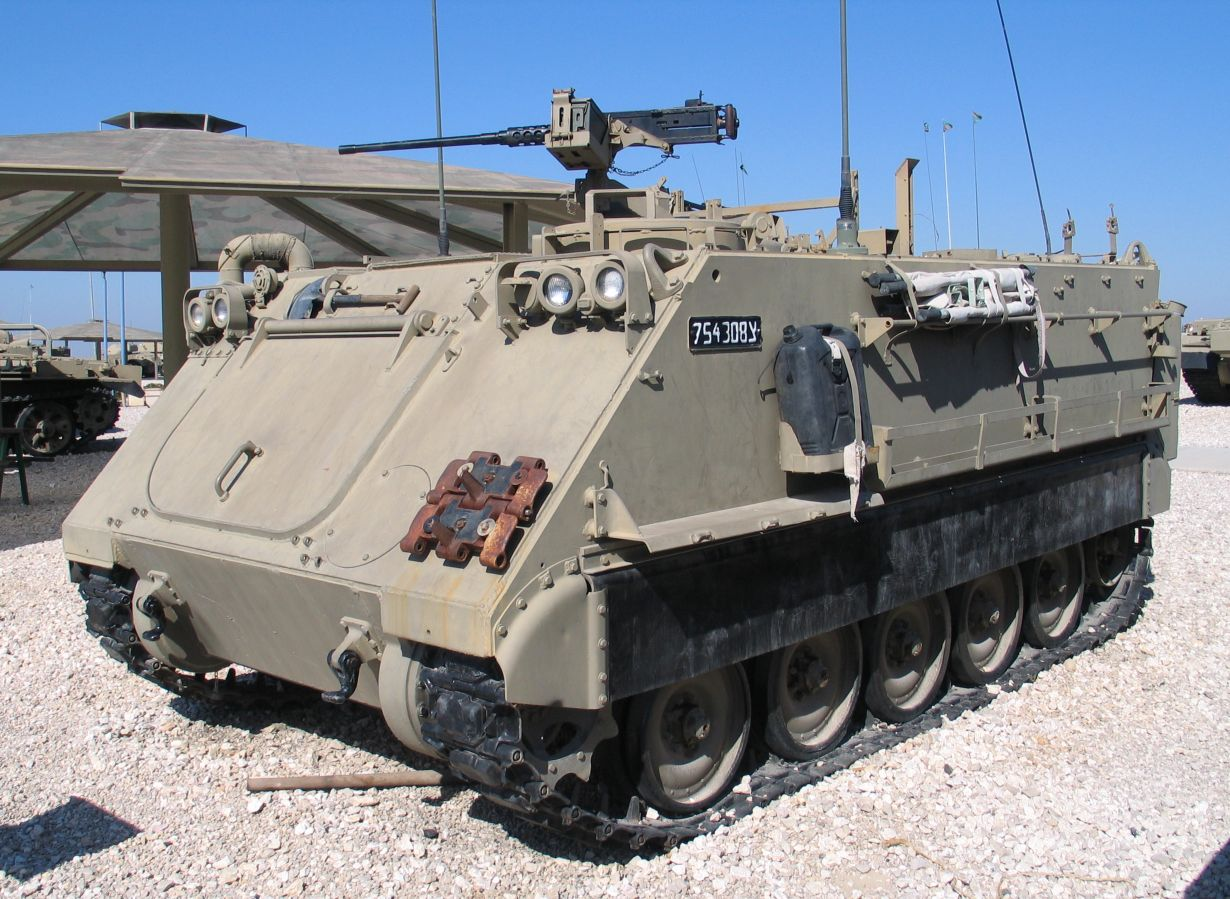
M113A1 в музеї Латруна

Роботи з удосконалення M113 почалися вже незабаром після його прийняття на озброєння. Уже в червні 1959 року, ще до початку серійного виробництва, FMC було видано замовлення на розробку варіанту M113 з установкою комерційного дизельного двигуна, в рамках загальновійськової програми по дизелізації бронетанкового парку, що здійснювалася в той період. Після того, як попередні опрацювання виявили двигун General Motors 6V53 як найбільш відповідного кандидата для установки в M113, FMC було замовлено виготовлення трьох прототипів, які отримали позначення M113E1. Крім нового двигуна, вони отримали і нову трансмісію моделі Allison XTG-90-2, яка мала меншу масу, ніж стара, за рахунок позбавлення в ній від контрольованого диференціала. Цим планувалося компенсувати більшу масу дизельного двигуна в порівнянні з бензиновим, але випробування прототипів, проведені на Абердинському випробувальному полігоні, виявили низьку надійність трансмісії. З урахуванням цього трансмісія була доопрацьована, отримавши позначення XTG-90-2A, і нові випробування прототипів з нею продемонстрували перевагу M113E1 над M113 у всіх аспектах . За винятком нової силової установки і зміненої конфігурації паливних баків, M113E1 не відрізнявся від базового варіанту.
FMC ж, однак, ґрунтуючись на власних опрацюваннях, наполягала на використанні в новій модифікації комерційної трансмісії Allison TX-100 з автоматичною коробкою передач, вважаючи її більш надійною і дешевою у виробництві, ніж XTG-90-2A. Оскільки застосування цієї трансмісії вимагало збереження старого механізму повороту з контрольованим диференціалом, загальна маса силової установки в цьому варіанті виходила більшою і армія спочатку відмовилася навіть від побудови прототипу. Проте, FMC вдалося наполягти на своєму і отримати замовлення на виготовлення трьох прототипів такого варіанту, який отримав позначення M113E2 , хоча, за деякими даними, спочатку опір армії було настільки сильним, що FMC була змушена побудувати перший прототип з трансмісією TX-100 за свій рахунок. Порівняльні випробування обох варіантів підтвердили правоту FMC, і протоколом від 16 травня 1963 року M113E2 був прийнятий на озброєння під позначенням M113A1.
Після випуску двох досерійних машин повномасштабне виробництво M113A1 почалося на заводі FMC наприкінці 1964 року . Як і з M113, значних змін в конструкцію самого бронетранспортера під час виробництва внесено не було, проте FMC паралельно випускалися комплекти різного призначення, які можуть встановлюватися на серійні машини. Серійне виробництво M113A1 тривало аж до 1979 року, число машин, випущених на замовлення ЗС США як для власних потреб, так і на експорт, склала 23 576 одиниць. Крім цього, кілька бронетранспортерів було випущено FMC для самостійного продажу на експорт . У цей період був також розроблений ряд дослідних варіантів M113A1, не прийнятих на озброєння. Так, на основі досвіду бойових дій у В'єтнамі, у 1968 році був створений дослідний зразок з подвійним посиленим днищем корпусу, що покращує захист екіпажу при підриві на міні. Для покращення незадовільних водохідних якостей бронетранспортера, один M113A1 був у дослідному порядку оснащений водометними рушіями, які встановлювалися зовні на кормі корпусу.

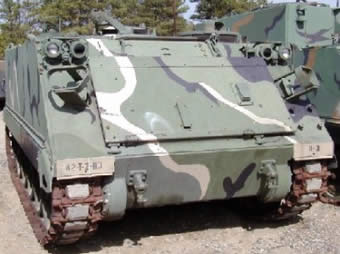
M113A2 Армії США

Наступна модифікація з'явилася як результат програми з підвищення надійності M113 і його експлуатаційних характеристик в цілому. У 1978 році були побудовані п'ять прототипів, які отримали позначення M113A1E1. На них була встановлена нова силова установка з двигуна 6V53T з турбонагнітанням, який розвивав велику потужність, і трансмісії X200-3 з гідростатичним механізмом повороту. Управління бронетранспортером за допомогою важелів повороту було замінено кермом. Також була перекомпонована система охолодження двигуна, що підвищило її ефективність. У підвіску були включені торсіони підвищеного опору і додані амортизатори на другий коток. Це дозволило збільшити хід котків і плавність ходу бронетранспортера, а також збільшило дорожній просвіт з 400 до 430 мм. Крім цього, внутрішні паливні баки були замінені двома зовнішніми, запозиченими з розробленого раніше комплекту для підвищення захищеності.
Заводські випробування прототипів були завершені в жовтні 1978 року, за чим відбулися військові випробування, що завершилися в травні 1979 року. За їхніми результатами було зроблено висновок, що силова установка вимагає подальшого доведення, але інші зміни могли бути перенесені на серійні машини. Такий модернізований варіант, зі зміненою системою охолодження і підвіскою, був прийнятий на озброєння під позначенням M113A2. Зовнішні паливні баки встановлювалися на них опціонально; крім того, був розроблений комплект димових гранатометів для установки на бронетранспортер . В результаті всіх цих змін M113A2 поважчав, навіть без ваги зовнішніх баків, зберіг лише залишки здатності плавати. У зв'язку з цим опрацьовувалася ідея використання надувних понтонів, але подальшого розвитку вона не отримала.
Розвиток випробуваних на M113A1E1 змін продовжилося на M113A2E1. Прототипи цього варіанту отримали силову установку RISE, крім двигуна 6V53T включала в себе вдосконалену трансмісію X200-4, а пізніше — X200-4, що дозволяє в майбутньому встановлювати на бронетранспортер двигуни потужністю до 350 к.с. без її заміни. Крім цього, захищеність нової модифікації була підвищена за рахунок установки протиуламкового підбою з композиційного матеріалу на основі кевлару на внутрішній стороні бортів. Для збереження у ще більш важчій машині хоча б залишків плавучості, щиток для відбиття хвиль було замінено новим, водотонажним, який став єдиною помітною зовнішньою ознакою нової модифікації. Після випробувань і наступних доопрацювань M113A2E1 був прийнятий на озброєння під позначенням M113A3. Крім цього, FMC розробила комплекти для заміни на ранніх модифікаціях M113 силової установки цілком, або тільки механізму повороту, разом з установкою управління за допомогою рульового колеса.

### Інші модифікації
- M113 з протидронним бойовим модулем Sarp Dual: вперше помічені в серпні 2023 року на озброєнні 1 ОБрСпП ім. Івана Богуна[22].
- M113 з протидронним бойовим модулем Slinger: у серпні 2023 року замовлено 110 модулів Slinger для встановлення на M113[23].
- M113 з модулем «Таврія 14,5/7,62». Про таку модифікацію відомо з грудня 2024 року[24][25].

## Опис конструкції
M113 має стандартне передньомоторне компонування, із розміщенням моторного відділення у правій лобовій частині, трансмісійного відділення в лобовій частині, відділення управління в лобовій частині ліворуч, а об'єднаного бойового і десантного відділення — в кормовій частині машини. Екіпаж M113 складається з двох чоловік: механіка-водія і командира, крім них бронетранспортер може штатно перевозити одинадцять десантників.

### Броньовий корпус

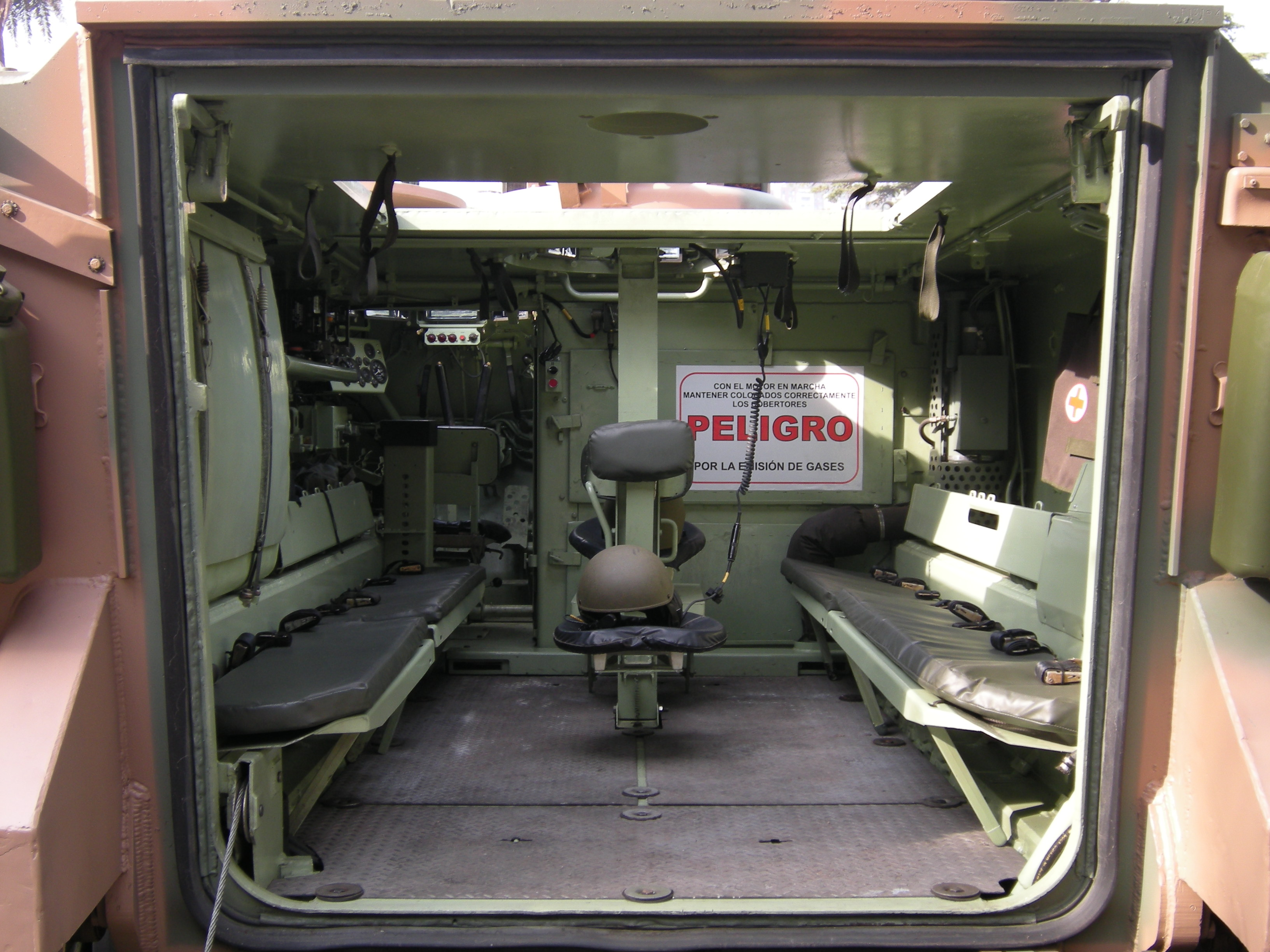
Вид через кормові двері на десантне відділення аргентинського M113

Броньовий корпус M113 являє собою жорстку коробчату конструкцію, яка збирається за допомогою зварювання з катаних плит алюмінієвої броні за військовими технічними умовами MIL-A-46027 (MR) на основі сплавів (алюміній — магній — марганець) 5083 і 5086 в нагартованому стані, завтовшки 12, 29, 32, 38 і 44 мм.
Лобова частина корпусу складається з двох 38 мм плит, верхньої і нижньої, які розташовані під нахилом до вертикалі, відповідно, 45° і 30°. Лобова частина корпусу в базовій конфігурації в межах кута безпечного маневрування забезпечує захист від 12,7-мм бронебійних куль з дистанції 200 м.
Борти мають надгусеничні ніші по всій довжині корпусу і збираються кожен з вертикального верхнього листа товщиною 44 мм, надгусеничної полиці товщиною 12 мм і вертикального нижнього листа, товщина якого становить 32 мм, оскільки більша його частина затулена ходовою частиною, що забезпечує додатковий захист. Кормова частина корпусу складається з власне кормового листа товщиною 32 мм, розташованого під нахилом в 9° і кормових дверей з листа тієї ж товщини, що має нахил в 8°.
Дах і днище корпусу складаються з листів товщиною, відповідно, 38 і 29 мм. Така базова конфігурація корпусу залишалася незмінною на модифікаціях M113, M113A1 і M113A2. На M113A3 було введено додатковий захист днища корпусу, що складався з стальних листів, а також передбачено кріплення для навісної броні у вигляді екранів зі сталевої броні різної твердості DPSA, віддалених від основного корпусу, штатний комплект якої, застосовується військами США, забезпечує круговий захист від бронебійних куль 14,5 мм кулемета . При цьому лобова проєкція машини не уражається 20-мм бронебійними снарядами APIT (DM43) гармати M139 з дистанції 200 м.
Моторно-трансмісійне відділення відділене від решти протипожежною перегородкою, сполучення між десантним відділенням і відділенням управління вільне. Механік-водій і командир машини мають індивідуальні сидіння, регульовані по висоті для водіння з оглядом через верхні люки. Десять десантників розміщуються на двох складних лавах по бортах машини, обличчям до осі машини, тоді як одинадцятий десантник розташовується на окремому знімному сидінні в центрі відділення, обличчям до корми . Зі складеними лавами і прибраним центральним сидінням, десантне відділення може застосовуватися для перевезення вантажів загальним обсягом до 6,54 м³.
Для посадки і висадки, механік-водій і командир мають індивідуальні круглі люки в даху корпусу над своїми місцями. Для посадки і висадки десанту передбачені великі відкидні вниз двері-апарель в кормі машини, через яку піхотинці можуть оперативно залишати бронетранспортер відразу по двоє. Двері опускаються і піднімаються за допомогою гідравлічного приводу, керованого з місця водія, також в ній є звичайні двері, які відкриваються убік, меншого розміру. У даху корпусу над десантним відділенням є квадратний вантажний люк, який відкидається назад.
Ще один люк, в верхньому лобовому листі, призначений для обслуговування та демонтажу двигуна і трансмісії, крім нього в даху корпусу є кілька менших лючків. Дах корпусу над моторним відділенням займають жалюзі повітрозабірника двигуна і виведення нагрітого повітря від системи охолодження. Оскільки M113 ранніх модифікацій були плавучими, всі люки забезпечені гумовими ущільнювачами.

### Озброєння
Озброєння M113 в варіанті бронетранспортера складається з одного 12,7-мм кулемета M2HB. Кулемет розміщується на командирській башточці у турельній установці, що дозволяє йому круговий обстріл при кутах піднесення від -21 ° до + 53 °. Боєкомплект кулемета складається з 2000 набоїв у стрічках по 100 штук.

### Двигун і трансмісія

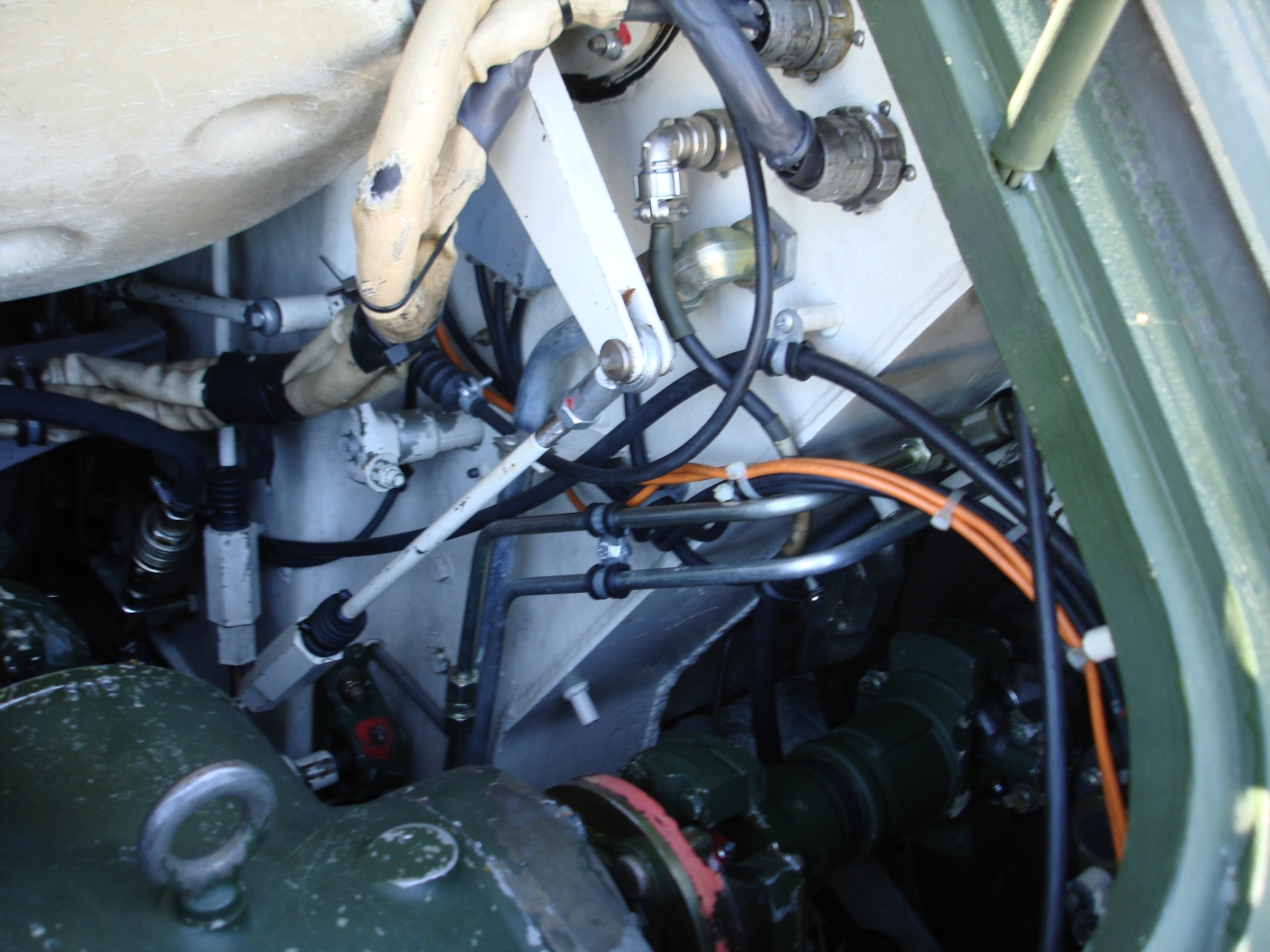

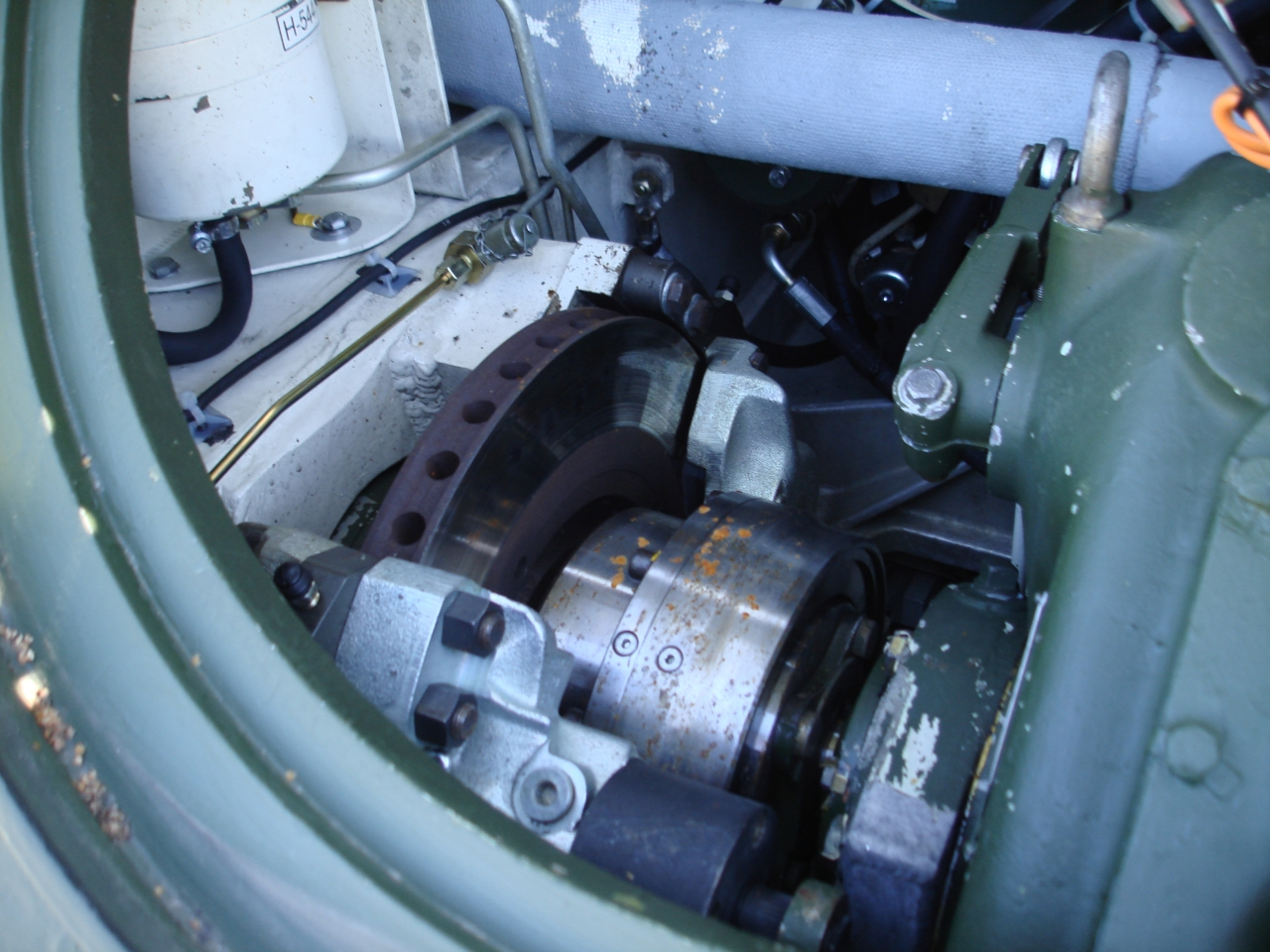

### Засоби спостереження і зв'язку

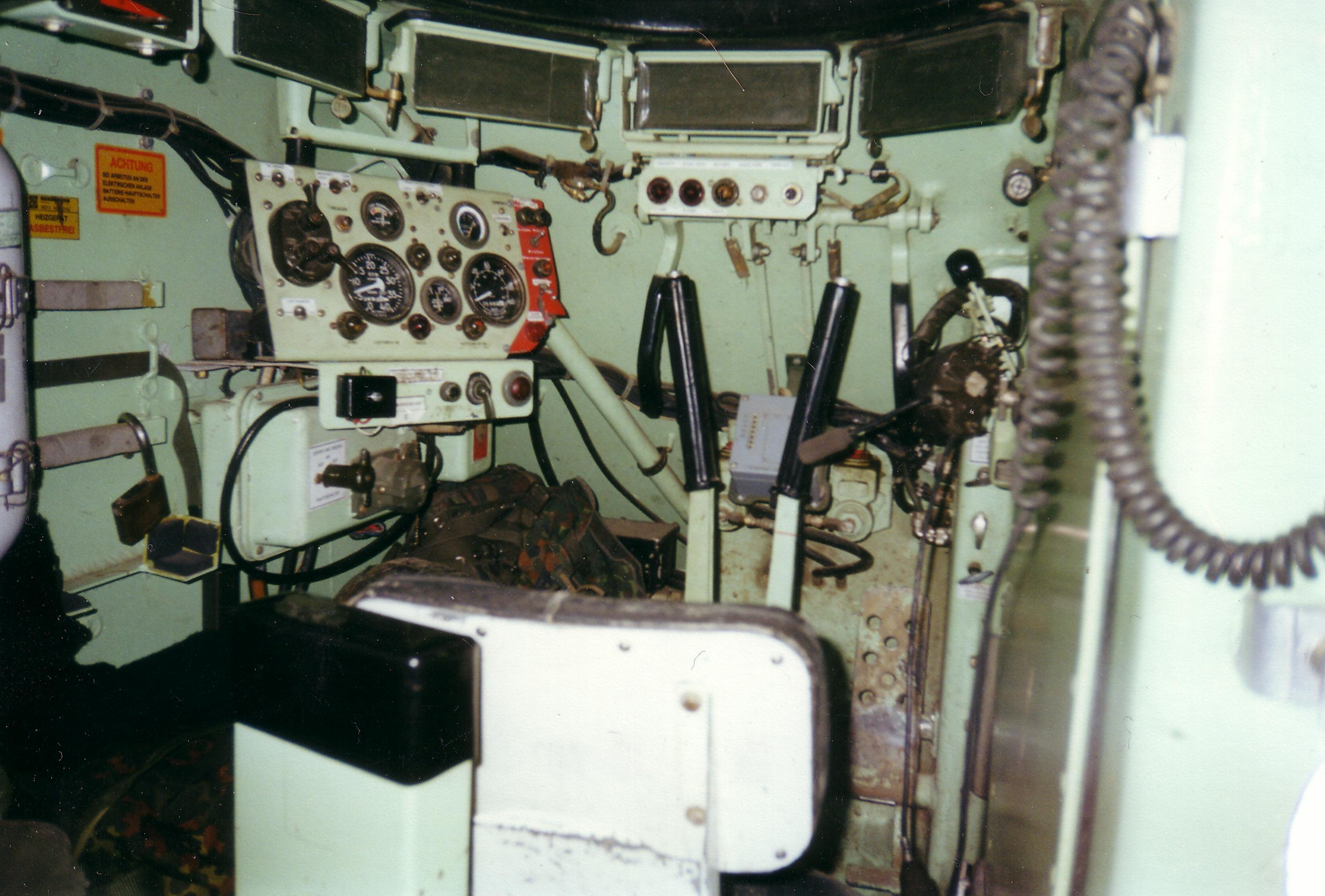
Місце водія на німецькому M113A1

Конфігурація оглядових приладів M113 залишалася незмінною протягом усього серійного виробництва. Механік-водій і командир в небойових умовах могли здійснювати спостереження через свої люки. Для огляду ж в бойових умовах, механік-водій мав чотири перископічні оглядових прилади M17, які встановлювалися навколо його люка і забезпечували йому спостереження за лобовим і лівим бортовим сектором. Для водіння вночі, в кришці його люка міг встановлюватися інфрачервоний перископний прилад нічного бачення M19. Командир бронетранспортера мав в своєму розпорядженні п'ять оглядових приладів M17 в командирській башточці, що забезпечувала йому круговий огляд. Решта членів екіпажу будь-яких засобів спостереження не мали.
Для зовнішнього зв'язку, на різних модифікаціях M113 і в залежності від завдань, встановлювалися радіостанції моделей AN/GRC-3-8, AN/VRC-24, AN/GRC-19, AN/VRQ-1-3, AN/PRC-8-10, AN/GRR-5 або AN/VRC-12. Для внутрішнього зв'язку на всіх модифікаціях M113 встановлювався танковий переговорний пристрій AN/UIC-1 на двох абонентів, механіка-водія і командира.

### Ходова частина
Ходова частина M113 залишалася незмінною за весь час його виробництва. З кожного борту ходова частина бронетранспортера складається з п'яти подвійних вкритих гумою котків діаметром 610 мм, подвійного вкритого гумою лінивця діаметром 533 мм і подвійного ведучого колеса. Підвіска опорних котків — індивідуальна, торсіонна, перший і останній котки забезпечені також гідравлічними амортизаторами. Стандартні гусениці M113, моделі T130E1 — сталеві, одногребеневі, зі знімними асфальтохідними гумовими подушками, шириною 381 мм і з кроком 152 мм. Ліва гусениця M113 складається з 63 траків, а права — з 64. Крім них, на M113A2 і M113A3 застосовуються також гусениці T150 — двогребеневі, шириною 376 мм, з гумовими подушками . Натяг траків регулюється змінним положенням лінивця за допомогою гідравлічного приводу. Гусениці служать також і як водохідний рушій, на плаву M113 переміщається за рахунок їх перемотування.

## Похідні

### M58 Wolf
Генератор димової завіси.

### M106
Самохідний міномет, озброєний мінометом М30 калібру 106,7 мм (4,2 дюйма, або «Чотири двійки»), встановленим на поворотній платформі в задньому десантному відділенні. На цьому варіанті єдиний люк над заднім десантним відділенням був замінений на трискладовий круглий люк. З міномета можна було вести вогонь як з машини, так і після його вивантаження.
Варіант M1064 озброєний 120-мм мінометом М121, різновидом міномета М120.

### М150
Протитанковий варіант, оснащений пусковою установкою ПТРК TOW.

### M163
Самохідний ЗАК малої дальності з установкою гармати M61 Vulcan з радіолокаційним далекоміром і 2100 боєкомплектом.

### M48 Chaparral
Самохідний ЗРК обладнаний чотирма ракетами AIM-9 Sidewinder.

### M577

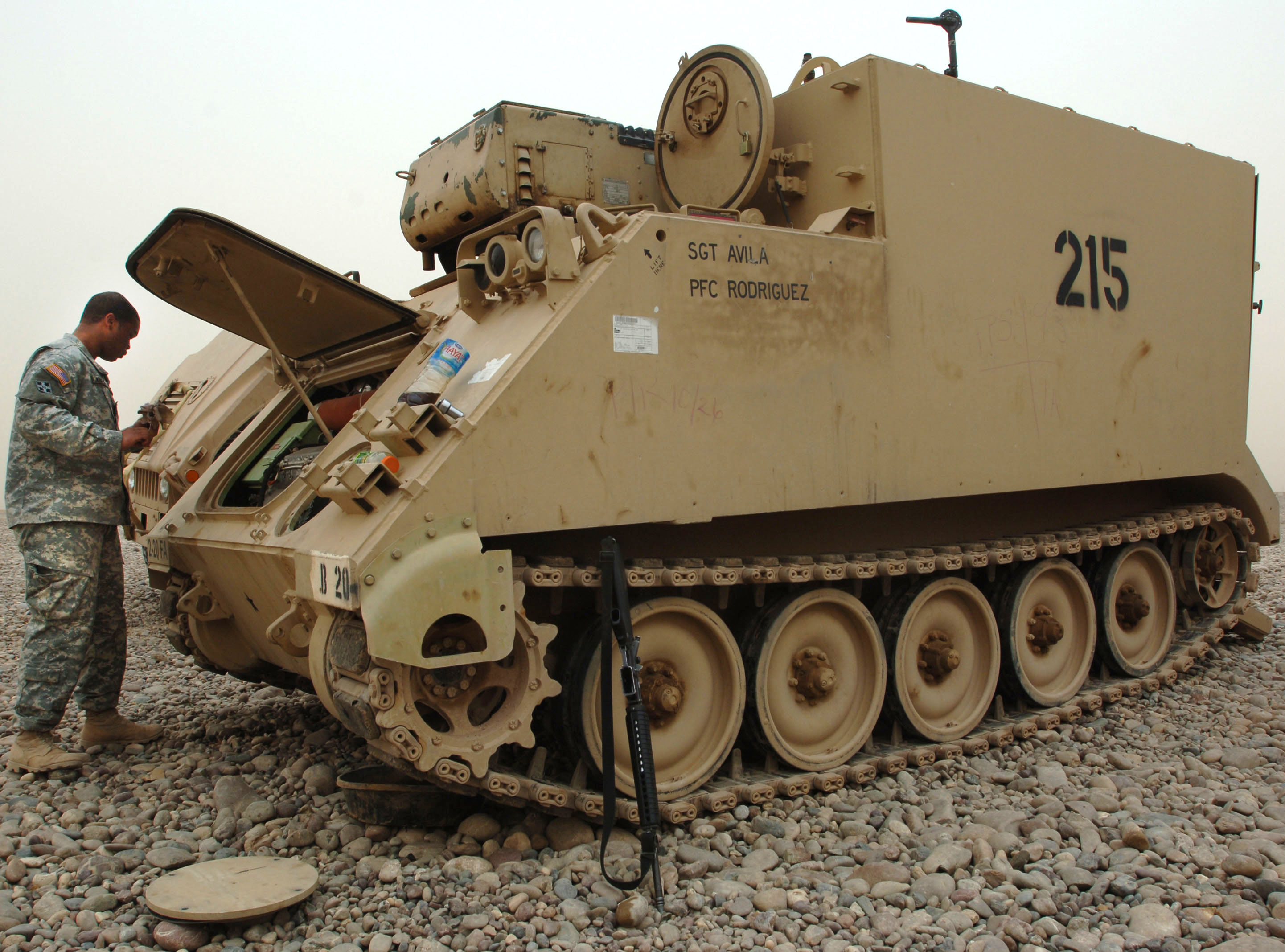
M577 проходить технічне обслуговування

Командно-штабна машина, дах над заднім десантним відділенням піднятий вище. Автомобіль також має додаткові радіостанції та генератор. Варіантом цього є стандартний носій інтегрованої системи командного пункту M1068, оснащений новітньою автоматизованою системою командування та управління армії США.

### М579
Слюсарно-ремонтний автомобіль, обладнаний краном. Ця машина не була прийнята на озброєння армії США.

### М806
Ремонтно-евакуаційна машина, обладнана внутрішньою лебідкою та двома земляними якорями, встановленими на кормовій частині корпусу

## Оператори

Поточні оператори
Колишні оператори

| оператори М113              | оператори М113 | оператори М113 | оператори М113 |
| --------------------------- | -------------- | -------------- | --- |
|                             |                |                | |
| країна                      | активні        | в резерві      | подробиці |
|                             |                |                | |
| США                         | 4700           | 8000           | у модифікаціях M113A2/A3, станом на 2024 рік                                                                                                |
| Туреччина                   | 2 813          | —              | 2813 M113, M113A1 та M113A2 станом на 2024 рік                                                                                              |
| Україна                     | 2 020+         | —              | станом на жовтень 2024 |
| Греція                      | 2 000+         | —              | станом на 2019 |
| Єгипет                      | 2 000+         | —              | 2000 M113 станом на 2019 рік |
| Марокко                     | 1 900+         | —              | 1200 M113A1 та M113A2, 419 M113A3, 86 M577A2, 80 M901, 60 M163, 36 M106A2, 91 M1064A3, згідно The Military Balance 2021                     |
| Ліван                       | 1 336          | —              | у модифікаціях M113A1 і M113A2, станом на 2019 рік, 62 отримано в 2024 від Йорданії                                                         |
| Саудівська Аравія           | 1 190          | —              | 1190 у модифікаціях M113A1/A2/A3, станом на 2019 рік                                                                                        |
| Пакистан                    | 1 160          | —              | 1160 у модифікаціях M113/Talha, станом на 2019 рік                                                                                          |
| Йорданія                    | 721            | —              | 370 M113A1 і M113A2, 269 M577A2 та 87 YPR-765, станом на 2019 рік, 56 YPR-765 придбано в 2024, 62 передано в 2024 Лівану                    |
| Бразилія                    | 718            | —              | 584+ придбані у 1960х, з 2011 до 2020 модернізано 386 одиниць до M113A2, 94 придбано впродовж 2016-2020, ще 30 M577 A2 у 2023               |
| Ізраїль                     | 500            | 5 000          | станом на 2023 |
| Ірак                        | 500            | —              | 500 M113A2/Talha станом на 2019 рік |
| Австралія                   | 400            | —              | станом на 2022 |
| Аргентина                   | 388            | —              | 114 M113A2, 70 M113A1-ACAV та 204 M113A2, станом на 2019 рік                                                                                |
| Чилі                        | 384            | —              | 114 M113A2, 70 M113A1-ACAV та 204 M113A2, станом на 2019 рік                                                                                |
| Норвегія                    | 300            | —              | станом на 2018 |
| Бахрейн                     | 270            | —              | 25 YPR-765 PRI, 42 AIFV-B-C25, 200 M113A2 та 3 AIFV-B, станом на 2019 рік                                                                   |
| Канада                      | 268            | 860            | 268 активних та 1000 на зберіганні згідно The Military Balance 2022, відомо про списування 140 М113 у 2023 році                             |
| Вʼєтнам                     | 200            | —              | станом на 2020 |
| Іран                        | 200            | —              | 200 M113 станом на 2019 рік |
| Афганістан                  | 173            | —              | станом на 2020 |
| Філіппіни                   | 172            | —              | 34 M113A1 FSV, 18 M113A2 FSV, 42 M113A1, 120 M113A2, станом на 2019 рік                                                                     |
| Литва                       | 166+           | —              | 234 M113A1, 4 M577 та 4 M113, станом на 2019 рік, 72 M113 та M577 і 12 M113 Panzermörser надслані в Україну у 2022-2023                     |
| Індонезія                   | 149            | —              | 143 M113A1-B, 1 M113A1-B-GN та 5 M113 Arisgator, станом на 2019 рік                                                                         |
| Албанія                     | 130            | —              | станом на 2013 |
| Німеччина                   | 122            | —              | станом на 2019 рік |
| Перу                        | 120            | —              | 120 M113A1, станом на 2019 рік |
| Данія                       | 100            | —              | станом на 2022 |
| Колумбія                    | 54             | —              | 28 M113A1 та 26 M113A2, станом на 2019 рік                                                                                                  |
| Болівія                     | 50             | —              | 50 M113 станом на 2019 рік |
| Польща                      | 35             | —              | у модифікаціях M113 та M577 |
| Північна Македонія          | 28             | —              | 28 M113 станом на 2019 рік |
| Бенін                       | 22             | —              | 22 M113 станом на 2019 рік |
| Еквадор                     | 20             | —              | станом на 2018 рік тривала модернізація усіх 20 машин до М113А2                                                                             |
| Боснія і Герцеговина        | 20             | —              | 20 M113A2 станом на 2019 рік |
| Гватемала                   | 10             | 5              | 10 M113 і ще 5 на зберіганні станом на 2019 рік                                                                                             |
|                             |                |                | |
| Росія                       | 9+             | —              | відомо про щонайменше 9 М113 захоплених протягом 2022-2023 років під час російського вторгнення в Україну                                   |
| Хезболла                    | 3+             | —              | відомо про щонайменше 3 М113 захоплених у армії Лівану                                                                                      |
| Лівійська Національна Армія | 2+             | —              | відомо про щонайменше 2 захоплених М113 |
| Катаїб Хезболла             | 1+             | —              | відомо про щонайменше 1 М113 захоплений у 2015 році іракським екстремістським угрупованням «Катаїб Хезболла»                                |
|                             |                |                | |
| Нідерланди                  | 0              | 58             | модифікація YPR-765, знято з озброєння у 2012, 300 шт зберігалося у 2022, 353 передано Україні протягом 2022-24, 56 продано Йорданії у 2024 |
| Італія                      | 0              | —              | 722 одиниці М113 продано на металобрухт у 2022 році                                                                                         |
| Ефіопія                     | 0              | —              | 90 одиниці M113A1 списані станом на 2018 рік                                                                                                |

### Україна

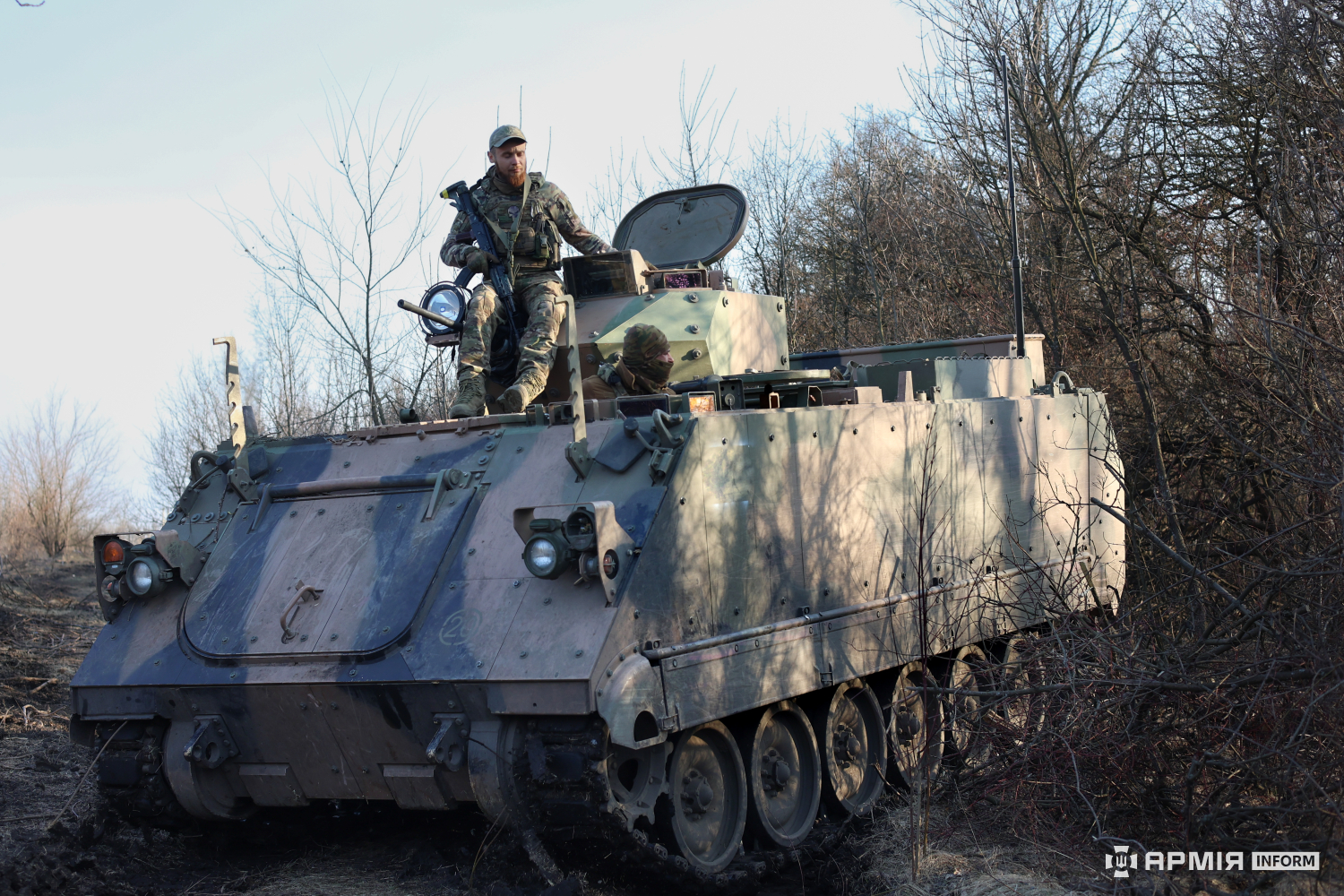
M113AS4 на службі 3 ОШБр

13 квітня 2022 року Пентагон оприлюднив подробиці нового пакету міжнародної технічної допомоги Україні, до складу якої увійшло 200 бронетранспортерів M113.
19 квітня 2022 року прем'єр-міністр Нідерландів Марк Рютте оголосив про намір передати Україні певну кількість YPR-765 — бойові машини піхоти на базі M113. 14 травня ці машини уже були поміченні на навчаннях українських сухопутних підрозділів.
За даними португальського видання SOL на початку травня 2022 року уряд Португалії мав намір передати Україні 5 гаубиць М114 та 15 бронетранспортерів M113. Ця техніка та озброєння будуть взяті напряму із стройових частин португальської армії.
19 травня 2022 року австралійський уряд ухвалив рішення надати Україні додаткові 14 БТР M113 та 20 машин Bushmaster PMV. Також буде надана гуманітарна допомога, обладнання для спостереженням за радіаційним випромінюванням та засоби особистого захисту. За даними станом на жовтень 2022 р. країна передала 28 цих БТР до України.
25 травня 2022 року Міністерство національної оборони та Збройні сили Литви повідомили про підготовку нової партії військової допомоги Україні до якої увійшло, серед іншого, 20 БТР М113. 16 червня 2022 року техніка вже прибула до України
19 червня 2022 стало відомо, що уряд Австралії розпочав передачу Україні бронетранспортерів M113AS4. В середині червня 2022 року літак Ан-124 «Авіаліній Антонова» доставив у Європу перші 4 із запланованих до передачі 14 машин. Версія M113AS4 - це модернізація 2007 року. M113AS4 має посилений керамічними плитами бронезахист, що дозволяє забезпечити захист від зброї калібром до 14,5 мм. Також дно машини захищає екіпаж від вибухів мін та саморобних вибухових пристроїв. Бронетранспортер отримав зміни і в озброєнні. M113AS4 має башту, в якій розташований модернізований 12,7 мм кулемет Browning M2HB-QCB. У M113AS4 встановлений двигун MTU 6V199TE потужністю 355 к.с. та нова трансмісія. Корпус машини став більшим на 660 мм порівняно з базовою версією. Тому у M113AS4 додали ще одну пару опорних катків.
21 червня 2022 року уряд Німеччини оголосив підготовку до передачі, серед іншого, 54 одиниці M113. Станом на 19 серпня 2022 року було передано 44 машини.
У липні 2022 року Міністерство Оборони Іспанії почало погодження, запланованої на вересень 2022 р. передачі 20 одиниць техніки.
20 липня 2022 року міністр оборони Литви повідомив, що невдовзі українські військові отримають від Литви бронетранспортери М113 та броньовані командно-штабні машини M577. 26 вересня 2022 р. було повідомлено про надходження всіх 50 подарованих Литвою бронетранспортерів М113.
Окрім передач бронетранспортерів від партнерів, їх також закуповує і Україна через різні фонди, тощо. Для прикладу у вересні 2023 року Міністерство енергетики спільно з 23 підприємствами паливно-енергетичного комплексу України придбали в одній із європейських країн бронетранспортери M113 для бригади Державної прикордонної служби України «Сталевий кордон», а у грудні 2023 року Національній гвардії України передали 27 гусеничних бронетранспортерів M113 від ініціативи United24.
26 квітня 2025 року в російському місті Комсомольськ-на-Амурі, яке знаходиться на Далекому Сході за тисячі кілометрів від України, на виставці «трофейної техніки» загинув чотирирічний хлопчик — його вдарила апарель українського БТР M113. У дитини діагностували відкриту черепно-мозкову травму. Медики не змогли врятувати дитину, хлопчик помер у кареті швидкої допомоги.
У травні 2025 року, за даними італійського видання il Giornale, Італія готує новий пакет військової допомоги для України, який включатиме 400 гусеничних бронетранспортерів M113.

## Галерея

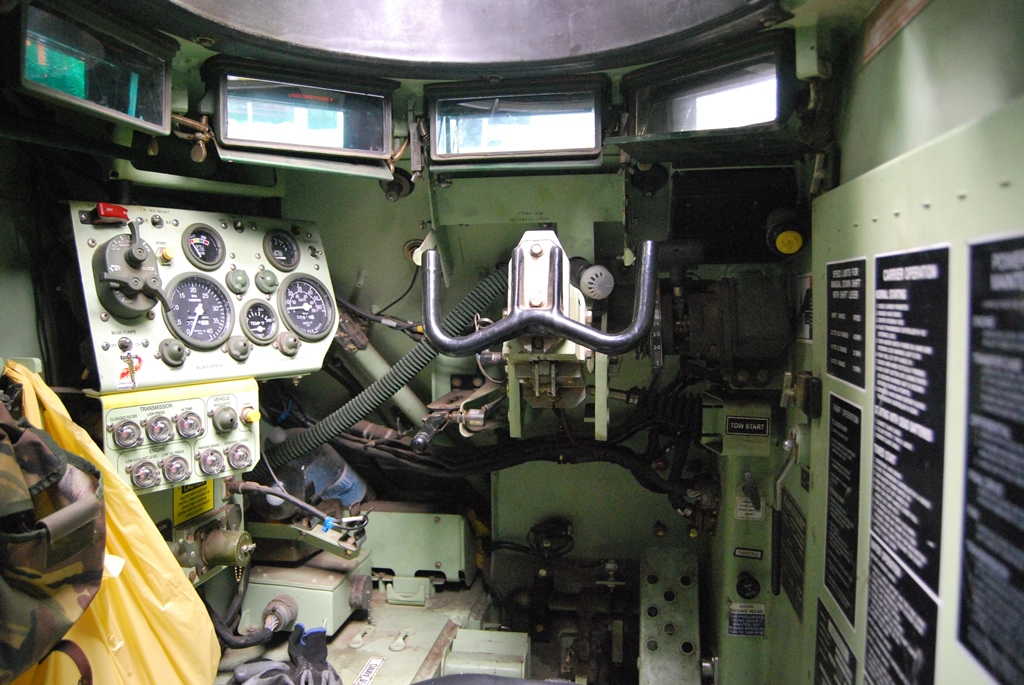
Місце водія M113
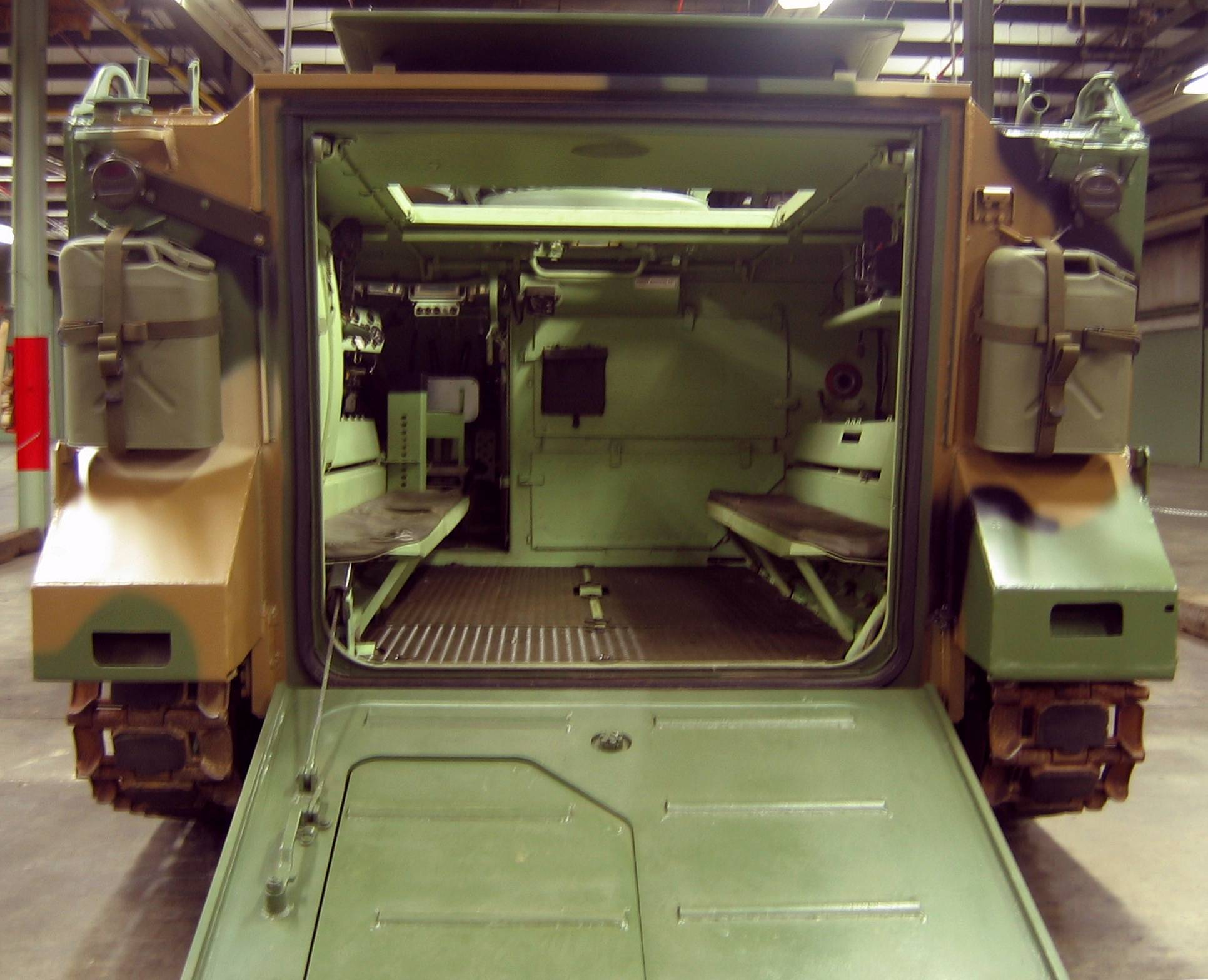
Інтер'єр М113
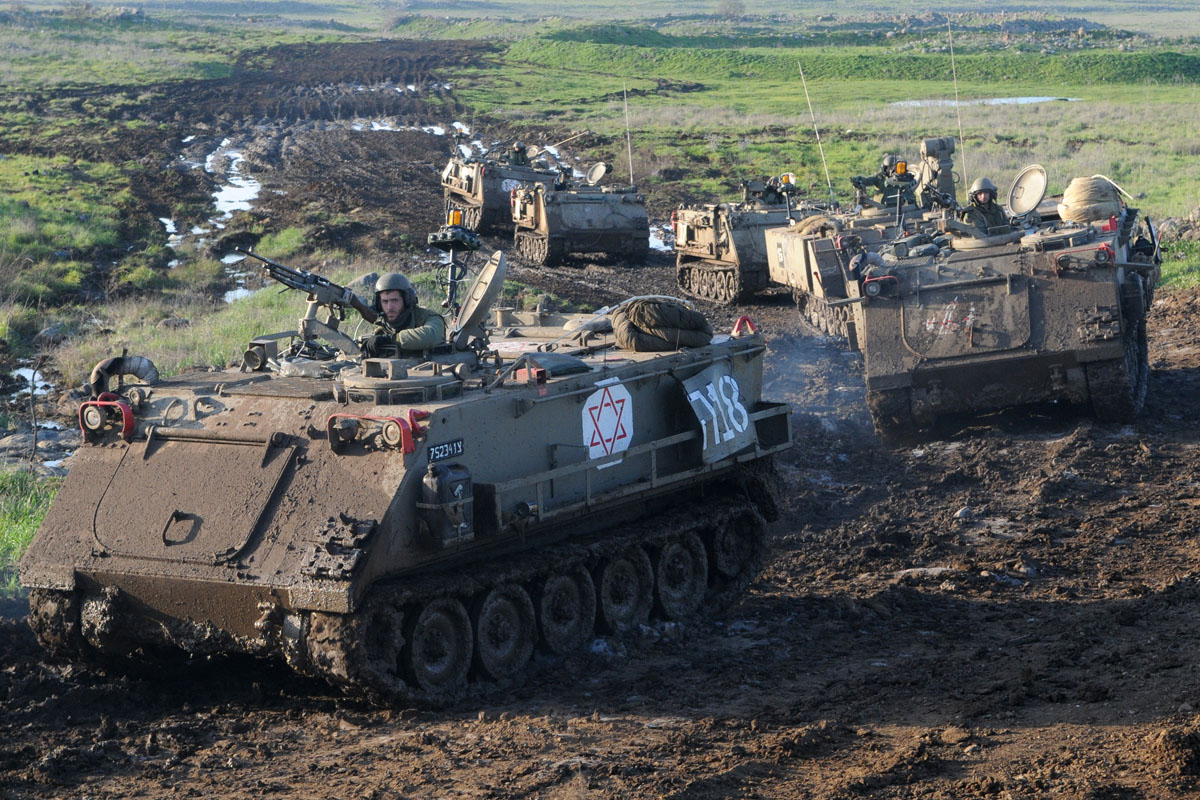
Ізраїльські М113
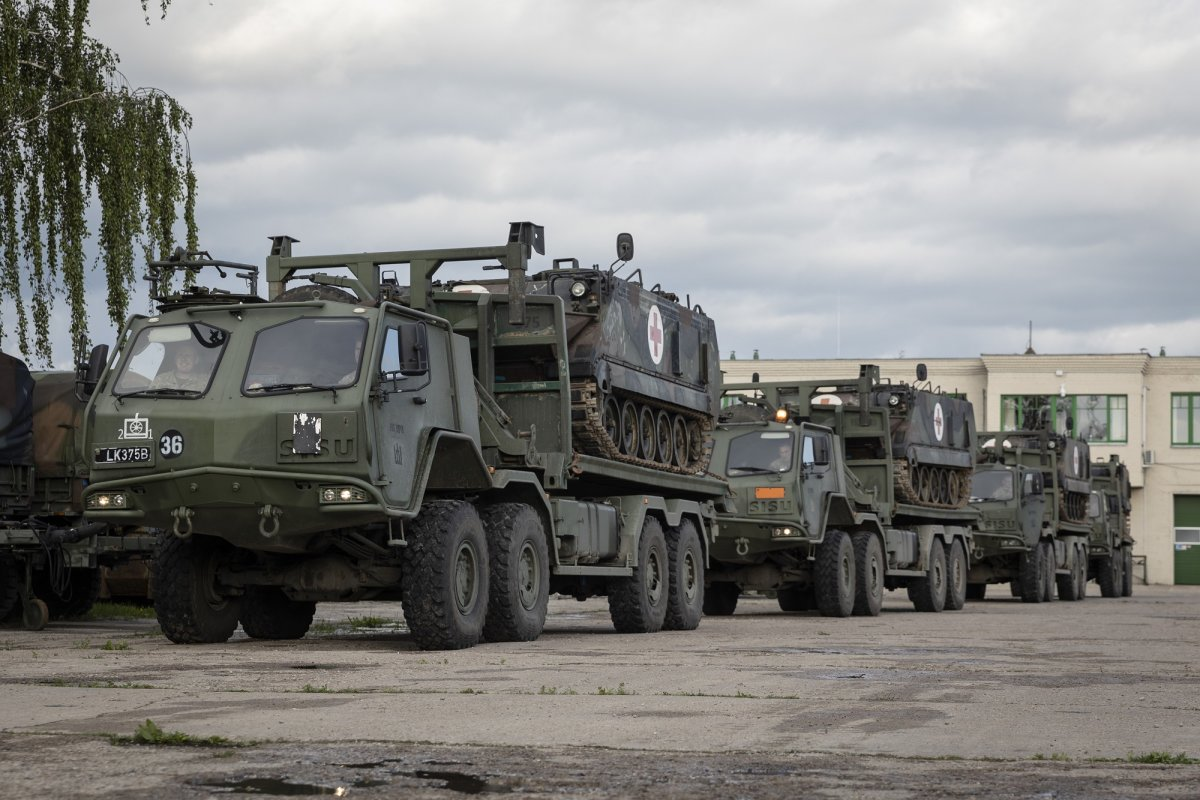
Литовські M113 їдуть в Україну, червень 2022